# Chester G. Atkins

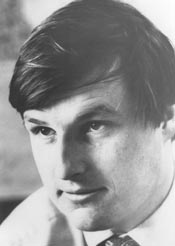
Chester G. Atkins

Chester Greenough Atkins (* 14. April 1948 in Genf, Schweiz) ist ein US-amerikanischer Politiker und ehemaliger Kongressabgeordneter der Demokraten für Massachusetts.

## Karriere
Atkins besuchte bis 1966 die Concord-Carlisle High School in Concord (Massachusetts) und bis 1970 das Antioch College. Auf dem Campus in Antioch konnte er in den späten 1960er und frühen 1970er Jahren eine starke progressive Politisierung wahrnehmen. 1970 wurde er als Demokrat in das Repräsentantenhaus von Massachusetts gewählt und ist dort noch bis heute der jüngste jemals gewählte Abgeordnete. Von 1972 bis 1984 saß er im Staatssenat. Er gehörte dem Senate Ways and Means Committee an, dem Senatsausschuss für finanzielle Angelegenheiten. Von 1977 bis 1990 war er Vorsitzender des Massachusetts Democratic State Committee.
Als sich James Shannon zur Kandidatur für den Senatssitz des aus Krankheitsgründen zurückgetretenen Paul Tsongas entschloss, bewarb sich Atkins 1984 erfolgreich als Demokrat um einen Sitz im 99. Kongress. Er trat sein Mandat am 3. Januar 1985 an und war nach mehreren Wiederwahlen bis zum 3. Januar 1993 für Massachusetts Abgeordneter im Repräsentantenhaus der Vereinigten Staaten. Bei der Wahl von 1990 gewann er nur knapp im eigentlich für die Demokraten sicheren fünften Kongresswahlbezirk von Massachusetts. In der Befürchtung, der Sitz könnte an die Republikaner fallen, stellten die Demokraten 1992 Marty Meehan als demokratischen Kandidaten in diesem Distrikt auf. Atkins’ letzter Wahlkampf wurde auch von Vorwürfen gegen ihn um Scheckbetrug und finanzielle Misswirtschaft überschattet. Seine Frau Cory, von der er sich schon einige Jahre zuvor getrennt hatte, wurde später in seinem Bezirk Abgeordnete im Repräsentantenhaus von Massachusetts.
Atkins gründete 1993 die Firma ADS Ventures, Inc., die Consultingdienstleistungen erbringt und Lobbyarbeit betreibt. Derzeit wohnt Atkins in Cambridge.